# Zacharias Schilter

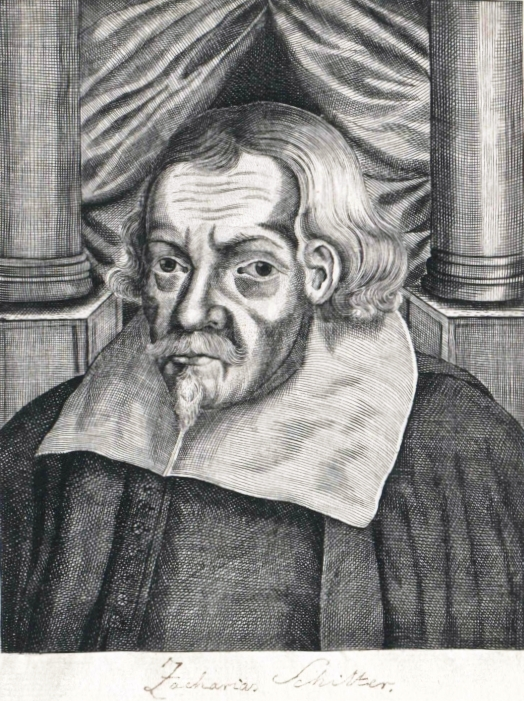
Zacharias Schilter

Zacharias Schilter (auch: Schiltner, Schilterus; * 25. Mai 1541 in Leipzig; † 4. Juli 1604 ebenda) war ein deutscher lutherischer Theologe.

## Leben
Der erstgeborenen Sohn des Leipziger Bürgers Matern Schilter und dessen Frau Catharina, der Tochter des Nicolaus Teuber, hatte bereits, seitdem er sprechen konnte, eine schulische Ausbildung erhalten. Ausgestattet mit einem Stipendium des Rates der Stadt Leipzig begann er im Wintersemester 1549 mit dem Besuch der Universität Leipzig. Vor allem von Joachim Camerarius dem Älteren gefördert, erwarb er sich im siebzehnten Lebensjahr, im Wintersemester 1557, den Baccalaurusgrad und im einundzwanzigsten Jahr, am 22. Januar 1562, den Magistergrad der sieben freien Künste.
Daraufhin richtete er in Leipzig eine Privatschule ein, erwarb sich am 2. Oktober 1567 das Baccalaurat der Theologie und wurde 1568 Professor der hebräischen Sprache. Am 11. September 1572 absolvierte er das Lizentiat der Theologie und wurde 1573 zum Doktor der Theologie promoviert. Im neunundzwanzigsten Lebensjahr (1570) wurde er außerordentlicher Professor der Theologie und stieg im einunddreißigsten Lebensjahr (1572) zum ordentlichen Professor der theologischen Fakultät der Leipziger Hochschule auf. In seiner Zeit als Professor lehrte er über die biblischen Schriften sowie Melanchthons Loci Communes und (ab 1581) über die Konkordienformel.
Mit der von Kurfürst August veranlassten Universitätsreform von 1580 wurde Schilter erster Prokanzler der Leipziger Hochschule und führte somit die disziplinarische Aufsicht über Lehrkörper und Studenten. 1581 wurde er Assessor am Leipziger Konsistorium. Zudem war er an den sächsischen theologischen Synoden beteiligt und 1598 Visitator der kurfürstlichen Landesschulen in Meißen, Grimma und Schulpforta sowie Inspektor der kurfürstlichen Stipendiaten in Leipzig. In den Wintersemestern 1573, 1577, 1589, 1603 übte er das Amt des Rektors der Alma Mater aus. Zudem wählten ihn seine Kollegen neunmal zum Dekan, außerdem war er Senior der theologischen Fakultät. Zu diesen Aufgaben kamen die Ämter als Kanoniker und Senior des Hochstifts Meißen hinzu. Schilter starb an den Folgen eines Herzinfarkts und wurde am 6. Juli 1604 in der Leipziger Paulinerkirche begraben.

## Familie
Schilter hatte 1570 mit Elisabeth (* Juli 1551 in Leipzig; † 30. Oktober 1611 ebenda; begr. 2. November 1611 ebenda), die Tochter des Leipziger Ratmannes Johann Cantzler und dessen Frau Elisabeth, die Tochter des Leipziger Professors der Medizin Georg Schiltel (* Amberg) und der Anna (1502–1575), der Tochter das Ratmannes in Leipzig Johann Hütter (wurde 114 Jahre alt) und dessen Ehefrau Elisabeth, die Tochter des Geheimrates des Herzogs Georg von Sachsen Johannes Preiser, geheiratet. Aus der vierunddreißigjährigen Ehe sind drei Söhne und sieben Töchter hervorgegangen, wovon ein Sohn und eine Tochter vor ihrem Vater verstarben. Von den Kindern ist bekannt:
- Christina Schilter (* 10. Juni 1582 in Leipzig; † 28. August 1611 in Jena) verh. Februar 1608 Dr. Peter Theodoricus (auch Dietrich; * 9. August 1580 in Krossen bei Zeitz; † 9. Mai 1640 in Jena) Prof. in Jena
- Maternus Schilter (* 1584 in Leipzig; † 11. November 1625 in Weißenfels)
- Zacharias Schilter d. J. Advokat in Dresden
- Elisabeth Schilter (* 1573 in Leipzig; † 31. Juli 1636 in Zeitz) verh. mit dem Juristen Johannes Timaeus Kanzler in Zeitz, kurfürstlich sächsischer Geheimrat
- Catharina Schilter (* 17. Dezember 1576 in Leipzig; † 22. März 1628 in Dresden) verh. am 21. Oktober 1601 mit Gabriel Tüntzel sächsisch weimarischer Hofrat, kaiserlicher Hofpfalzgraf
- Maria Schilter (* um 1579 in Leipzig; † 25. Juli 1621 in Leipzig) verh. Johannes Siglicus (* 1576 in Halle (Saale); † 2. Dezember 1620 in Leipzig) Dr. med. u. Prof. an Uni. Leipzig, Kollegiat am Großen Fürstenkollegium, beide in der Leipziger Paulinerkirche begraben
- Tochter NN. Verh. Augustin Hesse Pfarrer Mücheln und Adjunkt der Diözese Freyburg

## Werke (Auswahl)
- Praefatio in Haggaeum. Leipzig 1576
- Oratio de monumentorum Essiae Prophetae praestantia. Leipzig 1582
- Bevis exegesis concioum Prophetae. Leipzig 1595
- De Poenitentia. Leipzig 1572
- De Scriptuarae S. auctoritate.
- De Justificatione hominis coram Deo
- De bonis operibus
- Dissertatio de confessione sacramentali contra Petr. Thyraeum Jesuitam
- Catechesos minoris. … Martini Lutheri. … 1599, 1602